# Ударна техніка

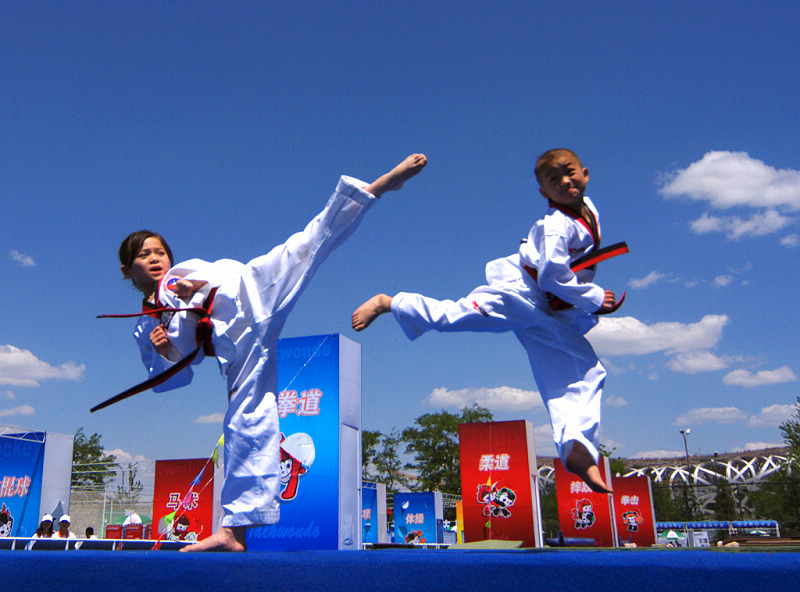
Китайські дітлахи демонструють ударне мистецтво тхеквондо.

Ударна техніка — в бойових мистецтвах це сукупність засобів, способів і методів виконання ударів. Техніка виконання ударів є предметом вивчення в таких бойових мистецтвах як бокс, кікбоксинг, тайський бокс, ушу, карате, тхеквондо тощо.
Стильовою протилежністю ударної техніки є техніка боротьби.

## Принципи ударної техніки
В різних бойових мистецтвах по-різному викладається ударна техніка. Принципи маневрування, захисту і наступу подекуди сильно відрізняються один від одного в залежності від стилю ведення бою: є дуже динамічна ударна техніка з великою кількістю пересувань (наприклад, ушу, тхеквондо) і є техніка завдання ударів з мінімальним маневруванням (прадал серей, муай тай); є єдиноборства, що передбачають відкриту стійку (наприклад, карате, джит кун до) та бойові мистецтва, в яких стійка бійця є добре захищеною (бокс, кікбоксинг).
В залежності від традицій єдиноборства, його правил, і відповідно до поставленої задачі, виконуваний атлетом удар може бути одиночним або серійним; може наноситись по кінцівках, в тулуб і в голову; може виконуватись з місця, з кроком, з розвороту або в стрибку; може застосовуватись в стійці або в партері.

### Принципи маневрування
Маневрування відіграє в ударній техніці особливу роль, оскільки дозволяє ефективно змінювати дистанцію ведення бою, вчасно відступати під час атаки ударами, і так само вчасно наступати на суперника. Правильне маневрування збільшує ефективність виконуваних ударів, розширює можливості ударника, дозволяє застосовувати складну техніку. Основні принципи маневрування: 1) всі пересування починаються з руху тією ногою, яка є ближньою до напряму руху, а сам рух починається з поштовху дальньою ногою; 2) кроки або стрибки повинні бути умовно рівної довжини, що забезпечує рівновагу і збереження бойової стійки: 3) постановка ноги при маневруванні повинна здійснюватись таким чином, щоб вага розподілялась по передній частині стопи; 4) пересування повинні здійснюватись таким чином, щоб унеможливити перехрещення ніг чи зіставлення їх разом.

### Принципи захисту
Захист — це сукупність технічних дій, виконання яких дає можливість уникнути ударів суперника. Розрізняють простий і комбінований захист. Простим є той захист, який містить одну технічну дію. Комбінованим є той захист, що містить кілька технічних дій, об'єднаних у комбінацію.
Основні види захисту:
- Захист відходом (відскоком) — це спосіб переміщення, що дозволяє уникнути ударів суперника. Захист відходом виконується шляхом розривання або скорочування дистанції, відходом по/з лінії атаки.
- Захист ухилом (нирком) — це спосіб нахиляння тулуба, що дозволяє уникнути ударів суперника. Захист ухилом виконується з місця, без здійснення переміщень.
- Захист підставкою — це спосіб уникання значної шкоди від ударів суперника шляхом підставляння певних, менш вразливих для удару, частин тіла. Підставка виконується таким чином, щоб зустріти удар в його кінцевій точці.
- Захист блоком (відбивом) — це спосіб уникання значної шкоди від ударів суперника шляхом їх блокування або відбивання певними, менш вразливими для удару, частинами тіла. Блок виконується таким чином, щоб зустріти удар в ході його виконання і відвести або нівелювати його.

### Принципи наступу
Наступальні дії є сукупністю підготовчих дій з діями атакувальними, і включають в себе маневрування, захист, атаки і контратаки.
Атака — основний засіб для здобуття перемоги в поєдинку, і спосіб реалізації ударної техніки. Крім основної мети, — завдання шкоди супротивнику, — атака може здійснюватись з метою примусити супротивника до певних дій. Атака може бути оманливою (хибною) і дійсною. Дійсна атака повинна бути добре підготовленою, своєчасною і рішучою. Порушення цих принципів наступу загрожує тому, хто атакує, і ставить його в невигідну ситуацію.
Контратака — це засіб погашення ударної активності супротивника. Контратакою називають виконання ударів у відповідь, а також на випередження чи назустріч. Контратака у відповідь — це удар або серія ударів, що виконані після захисної дії, у відповідь на атаку суперника. Удар на випередження чи назустріч, тобто контрудар, передбачає випередження атаки суперника, що вже почалася.

## Типи ударної техніки

### Ударна техніка рук
Ударна техніка рук є комплексом прийомів і методів завдання ударів руками.

### Ударна техніка ніг
Ударна техніка ніг є комплексом прийомів і методів завдання ударів ногами.

## Традиції ударної техніки в бойових мистецтвах

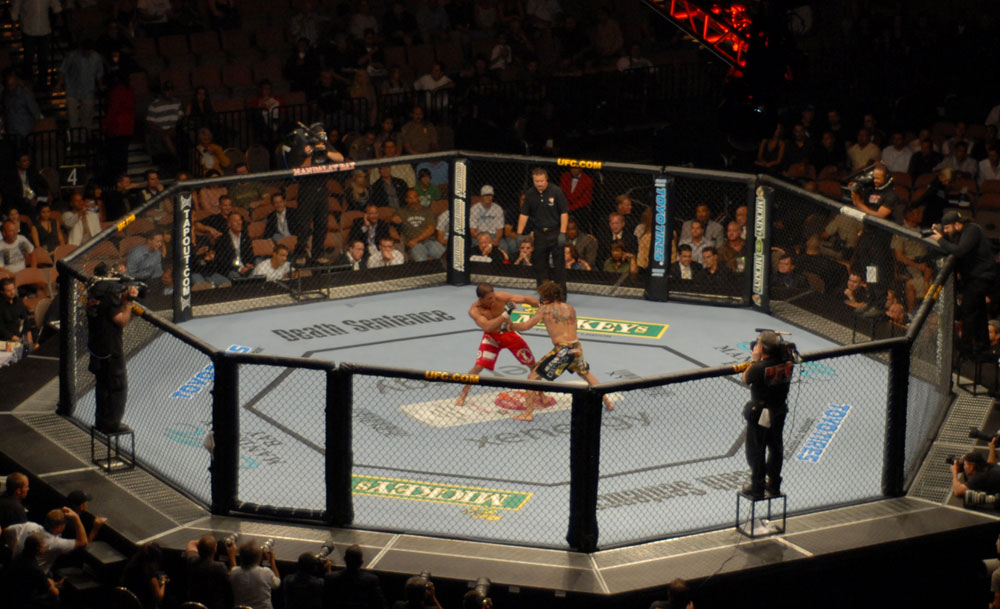
Змішані єдиноборства. Змагання чемпіонату UFC.

Особливості тої чи іншої ударної техніки тісно пов'язані з традиціями етносу, в якому вони виникли. А на ефективність ударної техніки впливала і впливає приналежність єдиноборства до певної верстви населення: так, наприклад, бойові мистецтва, що виникали із необхідності самозахисту в бідних і залежних прошарках суспільства, мали простішу і часто ефективнішу техніку завдання ударів, ніж ті, що були винайдені для розваги чи забарвлення дозвілля забезпеченого і владного соціального прошарку. Зокрема технічний арсенал єдиноборств європейської інтелігенції, —  англійського та французького боксу, поступається ефективністю бойовим мистецтвам азійських солдатів і селян, таким як муай боран, муай тай чи летвей. Велике значення в розвиток ударної техніки внесла конкуренція між популярними бойовими мистецтвами та їх адептами. Конкуренція між школами і стилями ударної техніки в сучасний період розв'язується шляхом змагань за змішаними правилами. Сучасні чемпіонати зі змішаних бойових мистецтв (див. UFC, Strikeforce, K-1) дозволяють виявити найефективнішу ударну техніку та найсильніших представників конкретного стилю. Серед бойових мистецтв, які цілком складаються з ударної техніки є також і олімпійські єдиноборства — це бокс, тхеквондо та карате.
Деякі бойові мистецтва поєднують культурні традиції з бойовими традиціями: так, наприклад, український бойовий гопак та бразильська капоейра поєднують елементи ударної техніки з традиціями танцю. Особливо потужними ударами ніг традиційно вирізняються азійські бойові мистецтва ушу, карате і тхеквондо, в яких використовуються техніки кругового і обертового завдання ударів. Нетрадиційну і потужну ударну техніку рук має російська бойова система самбо, що максимально ефективно використовує одиночні удари, засновані на обертовому моменті. Колосальний руйнівний потенціал криють в собі техніки тайського боксу (муай тай) та бірманського боксу (летвей), які використовують найбільш разючі ударні поверхні людського тіла — лікті та коліна. Ударні техніки травматичного впливу практикує ізраїльське мистецтво крав мага, ударні техніки летального впливу вивчають стародавнє японське ніндзюцу та молоде корейське хапкідо.